# VfL Herford
Der VfL Herford (offiziell: Verein für Leibesübungen Herford e.V. 1881) ist ein Sportverein aus Herford. 

## Geschichte
Der Verein wurde im Jahre 1881 als Turnverein Jahn Herford gegründet. Im Jahre 1930 fusionierte dieser mit dem Turnverein Vorwärts Herford und dem Turnerbund Stiftberg zum VfL Herford. Dieser Verein gehörte dem Arbeiter-Turn- und Sportbund an. Mit der Machtergreifung der Nationalsozialisten im Jahre 1933 wurde der Verein verboten. Eine geplante Fusion mit dem Herforder Boxverein wurde von der Stadtverwaltung abgelehnt, so dass sich der VfL Herford am 2. Juni 1933 auflöste. Nach dem Ende des Zweiten Weltkrieges wurde der VfL Herford neu gegründet.

### Handball
Im Feldhandball gehörte der VfL Herford im Jahre 1947 zu den Gründungsmitgliedern der seinerzeit erstklassigen Oberliga Westfalen und stiegen nach der Premierensaison ab. In der Halle erreichten die Herforder im Jahre 1960 erstmals die Westfalenmeisterschaft in der Halle und scheiterten im Halbfinale mit 4:5 an Grün-Weiß Dankersen. Vier Jahre später qualifizierten sich die Herforder erneut für die westfälische Endrunde, scheiterten dort aber bereits in der Gruppenphase.

### Fußball
Die Fußballer des VfL Herford hatten ihre erste erfolgreiche Zeit, als die Mannschaft zwischen 1955 und 1972 in der Bezirksklasse spielte. In den Jahren 1965 und 1968 wurden die Herforder jeweils Vizemeister hinter der SG Bünde 08 bzw. SuS Holzhausen, während die Mannschaft 1966 und 1969 jeweils Dritter wurde. In der Saison 1970/71 nahm der VfL Herford am Westdeutschen Pokal teil und verlor sein Erstrundenspiel gegen Preußen Münster mit 0:3. Es folgten lange Jahre im Herforder Kreisoberhaus. Lediglich in der Saison 1988/89 spielte der VfL in der Kreisliga B. Im Jahre 2005 gelang der Wiederaufstieg in die Bezirksliga, dem fünf Jahre später unter Trainer Stefan Studtrucker der Aufstieg in die Landesliga folgte. Nach dem direkten Wiederabstieg wurden die Herforder prompt in die Kreisliga A durchgereicht. Seit dem Abstieg im Jahre 2015 spielten die VfL-Fußballer in der Kreisliga B. Erst 2020 gelang der erneute Aufstieg ins Kreisoberhaus, dem die Mannschaft bis zum freiwilligen Rückzug während der Saison 2023/24 angehörten.
Die Heimspiele werden im Stadion an der Feuerwache ausgetragen, wo auf Kunstrasen gespielt wird. Das Stadion liegt in der Neustädter Feldmark und bietet Platz für 2.500 Zuschauer. Nördlich des Stadions verläuft die Bundesstraße 61, während westlich des Stadions die Werre fließt.

## Persönlichkeiten
- István Gál
- Dieter Pries
- Stefan Studtrucker